# Vlag van Nederland
De vlag van Nederland staat symbool voor Nederland en de eenheid en de onafhankelijkheid van het gehele Koninkrijk der Nederlanden. Het rood-wit-blauw is zowel te land als ter zee in gebruik als civiele vlag, dienstvlag en oorlogsvlag.
De Nederlandse vlag is een horizontale driekleur in rood, wit en blauw. In de vlaginstructie van het Ministerie van Algemene Zaken worden de kleuren benoemd als helder vermiljoen, helder wit en kobaltblauw. In normblad 3055 zijn deze kleuren vastgesteld in Éclairage-coördinaten. Deze kleuren zijn niet direct in Pantone-codering om te zetten, zodat voor de laatste uiteenlopende waarden gebruikt worden.
Over de afmetingen van de vlag zijn geen voorschriften. In de niet-bekrachtigde Vlaggenwet van 1937 werd de verhouding tussen hoogte en lengte vastgesteld als 2:3, en over het algemeen wordt die verhouding nog steeds nagevolgd. De drie banen zijn even hoog.

## Geschiedenis

### Nationale vlaggen

#### Hollandsche vlag (vóór 1572, tot in 1810)

De Hollandsche vlag

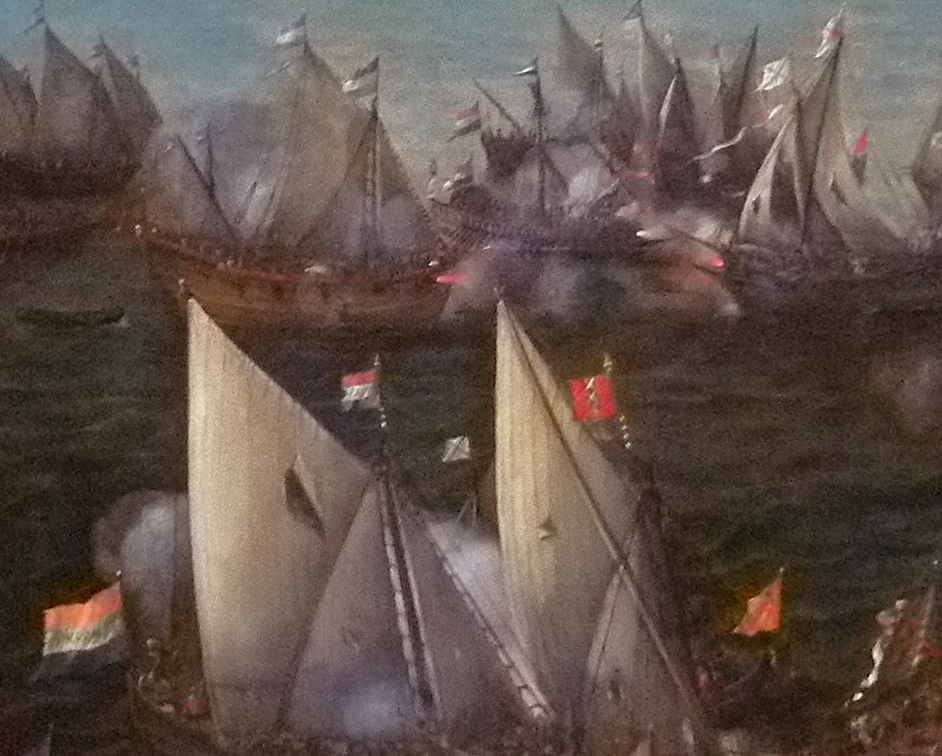
Detailopname van een gevecht tussen Hollandse en Spaanse schepen op het Haarlemmermeer, waarop zowel de Hollandsche vlag als de Prinsenvlag te zien is. Hendrik Cornelisz. Vroom, 1629

Er zijn in de loop der jaren veel theorieën geweest over het ontstaan van de Nederlandse vlag. Zo was er de theorie van de Fransman Dampmartin die beweerde dat de Nederlandse vlag door koning Hendrik IV van Frankrijk zou zijn geschonken. Deze theorie werd door Rijksarchivaris Johannes de Jonge ontkracht in zijn boek 'Over den oorsprong der Nederlandsche Vlag'. Hij meende op zijn beurt dat de kleuren ontleend zouden zijn aan het wapenschild van Willem van Oranje, en dat het ontstaan is aan het begin van de opstand. D.G. Muller was echter van mening dat de Hollandsche vlag al lang voor de opstand bestond. De vlag zou zijn ontstaan in de periode dat het Beierse huis aan de macht was in het graafschap Holland (1354–1433). De kleuren van de vlag zouden namelijk voortkomen uit die van het wapen van de graven van Holland, dat bestond uit het Beierse wapen gecarteleerd met het wapen van graafschap Holland. Dit wapen werd voor het eerst gevoerd door Willem V, wat uit de munten, die in opdracht van de graven voor Holland en Zeeland zijn geslagen, is gebleken.
Uit onderzoek van P.C. Guyot is gebleken dat de penningmeester van de graven van Holland in het jaar 1409–1410 een staatsiekleed aankocht, voor graaf Willem VI van Holland, van "12 ellen graauw laken en tot uitmonstering daarvan van 2 3/4de ellen rood wit en blaauw fluweel [...] Het staatsiekleed, Tabbairt genoemd, was graauw met bont gevoerd, en uitgemonsterd met de kleuren, rood, wit, blaauw."
Wat verder uit het onderzoek van Muller is gebleken, is dat er al vóór de opstand rood-wit-blauwe vlaggen gebruikt werden in Nederland. Het gebruik van de vlag was echter niet officieel vastgelegd. Aan het begin van de opstand werd naast de Hollandsche vlag soms ook op de tweede plaats een oranje vlag of vaandel gebruikt. Doordat men bij het voortduren van de opstand meer en meer hoop is gaan vestigen op Willem van Oranje, hebben de geuzen in deze periode het rood uit de 'volksvlag' vervangen door oranje.
Bij de marine in wording werd de prinsenvlag in gebruik genomen, bij de koopvaardij is de Hollandsche vlag echter nooit vervangen geweest, zo ook zijn de vlaggen van de V.O.C. en de W.I.C. rood-wit-blauw. De geuzenvlag was niet officieel, net als de Hollandsche vlag in de beginjaren van de Republiek. De verandering van vlag bij de marine was dan ook niet tot stand gekomen door toedoen van een staatsbesluit. In 1664 beklaagden de Staten van Zeeland zich over het feit dat in een resolutie van de Staten-Generaal de naam Hollandsche vlag gebezigd werd. Hierop werd de officiële naam van de vlag Statenvlag of Staatsche vlag.

De Prinsenvlag

#### Prinsenvlag (1572–1653)
De vroegste voorbeelden van de driekleur stammen uit de 16e eeuw. De eerste versie die genoemd wordt (1572) is een veelbanige geuzenbanier in de livreikleuren van Willem van Oranje (wit en blauw), aangevuld met oranje. De oudst bekende gedateerde afbeelding (2 december 1575) werd gemaakt door Jan van Hout, stadssecretaris van Leiden, in het album amicorum van Janus Dousa. Bij het sluiten van de Unie van Utrecht in 1579 werd het oranje-blanje-bleu, de prinsenvlag, de officiële vlag.
Ten tijde van het Eerste Stadhouderloze Tijdperk werd de Prinsenvlag bij de marine afgeschaft en werd de Hollandsche vlag, die door andere gewesten ook wel werd aangeduid als Staten- of Staatsche vlag, in gebruik genomen. In 1652 werd de Prinsenvlag in het gewest Holland verboden en rond 1653 werd de door de marine gevoerde Prinsenvlag vervangen. Dit ging naar besluit van de Staten-Generaal onder leiding van raadspensionaris Johan de Witt. Rond deze periode werd de Statenvlag ook officieel de vlag van de Republiek.
De reden voor het terugwijzigen van oranje naar rood is niet zeker. Volgens De Jonge moet de reden in een staatkundige ontwikkeling gezocht worden en kan het te maken hebben met het conflict tussen de staatsgezinden en de orangisten. Dit vond plaats ten tijde van het Eerste Stadhouderloze Tijdperk, dat intrad bij het vroegtijdig overlijden van prins Willem II van Oranje in het jaar 1650. De macht van de stadhoudersgezinden nam af en dat van de staatsgezinden nam toe. Volgens Muller heeft het te maken met het respect dat de oude Hollandsche vlag verdiend had op de wereldzeeën. L. van Aitzema zegt dat de prinsenvlag en de oranje vaandels in 1652 werden veranderd om de Engelsen genoegen te doen. Dit had alles te maken met de aanloop naar de Eerste Engels-Nederlandse Oorlog, die nog datzelfde jaar begon.
Uit onderzoek naar de aanschaf van vlaggendoek door de hoofdadministratie van de kosten te land en ter zee is gebleken dat de marine tussen 1588 en 1630 altijd onder de Prinsenvlag heeft gevaren en na 1663 altijd onder de Statenvlag. In de periode 1630–1662 werden beide vlaggen gebruikt.

Vlag van de Bataafse marine

#### Bataafse vlag (1796–1807)
Ten tijde van de Bataafse Republiek werden de voormalige gewesten samengevoegd tot een eenheidsstaat. Daarbij hoorde ook één nationale vlag. Per resolutie van 14 februari 1796 werd de Bataafse vlag vastgesteld. De zogeheten Prinsenvlag (oranje-wit-blauw) was niet langer toegestaan, evenals oranje wimpels. Voortaan was de aloude Statenvlag de enige toegestane nationale vlag. Slechts voor de marine werd een uitzondering gemaakt. De kleuren en rijen van de vlag bleven exact hetzelfde als die van de Statenvlag. Er werd aan de bovenkant echter een toevoeging gedaan door op enkele duimen van de vlaggenstok een Jack te plaatsen: een wit vierkant met daarin de vrijheidsmaagd met een speer en pijlenbundel in haar handen en naast haar een leeuw. De nieuwe regels werden van kracht op 1 maart 1796.
In augustus 1806 brak opstand uit onder het scheepsvolk van het Texels eskader en van de oorlogsschepen voor Amsterdam. De aanleiding hiertoe was dat zij niet meer wilden varen onder de nieuwe vlag. Een aantal van hen weigerde de Eed van Trouw af te leggen aan koning Lodewijk I, die van 1806 tot 1810 koning was van Holland, en verklaarden geen bevelen te willen ontvangen van koninklijke officieren. Tegen deze opstand werden strenge maatregelen genomen, een van de muiters werd door de viceadmiraal De Winter zelf ter plekke door het hoofd geschoten. Om de gemoederen tot bedaren te brengen werd de Statenvlag gehesen. Hiermee kwam het oproer ten einde. Na de opstand was de facto de Statenvlag weer in gebruik bij de marine. Ruim een jaar later, op 1 december 1807, werd dit bij koninklijk besluit ook wettelijk geregeld. Wel werd de naam veranderd in Koninklijke Hollandsche vlag. Het bevel om deze oude vlag weer te voeren werd niet door alle marineonderdelen nageleefd. Het Zeeuwse eskader bleef bijvoorbeeld gewoon onder de Bataafse vlag varen.

De Drapeau Tricolore, de vlag van Frankrijk

#### Drapeau Tricolore (1810–1813)
In 1810 ging het Koninkrijk Holland op in het Eerste Franse Keizerrijk, waarmee het koninkrijk zijn soevereiniteit verloor en daarmee ook zijn eigen vlag. De vlag van het Eerste Franse Keizerrijk wordt in Frankrijk ook wel de drapeau tricolore genoemd.

#### Het rood-wit-blauw
Na de Franse tijd ging het weer eengemaakte Nederland als soeverein land weer zijn eigen vlag voeren.
In de jaren dertig van de twintigste eeuw kwam Vereniging Prinsenvlag op die voor de oranje-witte-blauwe vlag pleitte. Ook de NSB ging naast rood-wit-blauw oranje-blanje-bleu als vlag voeren. De discussie over de kleuren van de vlag leidde ertoe dat de regering onder aanvoering van Hendrikus Colijn de kleuren rood-wit-blauw officieel wilde vastleggen. Op 19 februari 1937 tekende koningin Wilhelmina op haar vakantieverblijf in Zell am See het kortste koninklijk besluit ooit, luidend: "De kleuren van de vlag van het Koninkrijk der Nederlanden zijn rood, wit en blauw." Daarmee werden de kleuren van de vlag voor het Koninkrijk der Nederlanden dat al sinds 1813 bestond pas in 1937 officieel per koninklijk besluit vastgelegd.
Tijdens de Tweede Wereldoorlog, die voor het Koninkrijk duurde van 10 mei 1940 tot 15 augustus 1945, bleef het rood-wit-blauw in gebruik. Tijdens het dieptepunt van de oorlog waren alleen nog Suriname en het Gebiedsdeel Curaçao niet bezet door nazi-Duitsland of Japan. In het bezette Nederland bleef het rood-wit-blauw met toestemming van de Duitsers de nationale vlag, maar het gebruik ervan werd door hen sterk beperkt.
Na de Tweede Wereldoorlog zijn preciezere tinten voor de kleuren rood, wit en blauw vastgesteld. De kleuren van de Nederlandse vlag kunnen sindsdien meer precies worden benoemd als helder vermiljoen, helder wit en kobaltblauw. Dat blauw verschilt van het lichtere Nassaus blauw. In november 1958 verscheen het normblad NEN 3055 waarin de kleuren werden vastgesteld als coördinaten in de CIE-1931 kleurruimte. Als gevolg van dit besluit worden de volgende kleuren door de overheid in haar vlaginstructie gehanteerd:
| Codering                 | Helder vermiljoen               | Wit                   | Kobaltblauw                     |
| ------------------------ | ------------------------------- | --------------------- | ------------------------------- |
| Chromatisch              | X=18,3 Y=10,0 Z=3,0             | n.v.t.                | X=7,5 Y=6,6 Z=25,3              |
| CMYK                     | 0.83.78.32                      | 0.0.0.0               | 77.46.0.48                      |
| RGB 0-1                  | 0,6782566; 0,1155721; 0,1470329 | 1; 1; 1               | 0,1193532; 0,2796942; 0,5234431 |
| RGB 0-255 (hexadecimaal) | 173,29,37 (#AD1D25)             | 255,255,255 (#FFFFFF) | 30,71,133 (#1E4785)             |
| RAL                      | 2002                            | 9010                  | 5013                            |

In deze definitie wordt er gebruik gemaakt van een Standaard Lichtbron C (ook gedefinieerd door de CIE-1931 kleurruimte), invallend onder een hoek van 45°.
In bepaalde kringen wordt in Nederland het oranje-wit-blauw als vlag gebruikt, bijvoorbeeld in 2018 bij een demonstratie van de PVV. en bij Vlaamse nationalisten zoals het Vlaams belang. Het algemeen gebruik is echter om de Nederlandse verbondenheid met het koninklijk huis te tonen door boven de vlag een oranje wimpel te hijsen en niet door een oranje kleur van een van de banen van de vlag.

## Vlaginstructie
Voor de Nederlandse vlag bestaat een vlaginstructie van de Nederlandse overheid voor aan de overheid gerelateerde instellingen, die aangeeft wanneer de Nederlandse vlag gehesen wordt, en op welke manier.
De data waarop de vlag gehesen wordt van rijksgebouwen liggen vast in een instructie van de minister-president van 22 december 1980. Aan particulieren, bedrijven en instellingen wordt gevraagd deze instructie, zo veel als mogelijk is, te volgen. Dit laatste is echter niet verplicht. Een bespreking van de instructie uit 1980 volgt hieronder. De instructie is inmiddels een aantal keer herzien, het recentst op 17 mei 2013.
Bij het uitsteken van de Nederlandse vlag wordt onderscheid gemaakt tussen "uitgebreid vlaggen" en "beperkt vlaggen". Uitgebreid vlaggen wil zeggen dat de vlag wordt uitgestoken van alle rijksgebouwen, zoals gebruikelijk is op Koningsdag. Bij "beperkt vlaggen" steekt men de vlag alleen uit van de hoofdgebouwen van de departementen en van de hoofdgebouwen van de instellingen die niet (rechtstreeks) onder de departementen vallen. Dit zijn de Kamers der Staten-Generaal, de Raad van State, de Algemene Rekenkamer, het Kabinet van de Koning en de Hoge Raad der Nederlanden.

### Vaste data voor het vlaggen
Er is een aantal vaste data waarop van de gebouwen van de Rijksoverheid gevlagd moet worden. Bij uitgebreid vlaggen wordt gevlagd van alle gebouwen, bij beperkt vlaggen alleen van:
- de hoofdgebouwen van ministeries;
- de Eerste en Tweede Kamer;
- de Raad van State;
- de Algemene Rekenkamer;
- de Nationale Ombudsman;
- het Kabinet van de Koning;
- de Hoge Raad der Nederlanden.

Als een datum op een zondag of op een algemeen erkende christelijke feestdag valt, wordt op de tussen haakjes vermelde datum gevlagd. Bij verjaardagen van leden van het koninklijk huis mag de vlag in combinatie met een oranje wimpel worden gehesen.
Wat betreft de leden van het koninklijk huis geldt de vlaginstructie alleen voor het staatshoofd, zijn echtgenoot, de troonopvolger (de Prins(es) van Oranje) en zijn voorganger en niet voor de overige leden van het koninklijk huis. Daarom is prinses Amalia wel en zijn haar zussen, de prinsessen Alexia en Ariane, niet in dit overzicht opgenomen.
| Datum                     | Gelegenheid                                         | Vlaginstructie |
| ------------------------- | --------------------------------------------------- | --- |
| 31 januari (1 februari)   | Verjaardag van prinses Beatrix                      | beperkt, met oranje wimpel |
| 27 april (26 april)       | Verjaardag van koning Willem-Alexander (Koningsdag) | uitgebreid, met oranje wimpel |
| 4 mei (4 mei)             | Nationale Dodenherdenking                           | uitgebreid, halfstok van 18.00 uur tot zonsondergang (ca. 21.10 uur zomertijd). In 2020 werd er eenmalig de gehele dag halfstok gevlagd. Het Nationaal Comité 4 en 5 mei roept alle inwoners op om op 4 mei de gehele dag de vlag halfstok te hangen (van zonsopgang tot zonsondergang). |
| 5 mei (5 mei)             | Nationale Bevrijdingsdag                            | uitgebreid |
| 17 mei (18 mei)           | Verjaardag van koningin Máxima                      | beperkt, met oranje wimpel |
| Laatste zaterdag van juni | Nederlandse Veteranendag                            | uitgebreid |
| 15 augustus (16 augustus) | Formeel einde van de Tweede Wereldoorlog            | uitgebreid |
| 3e dinsdag van september  | Opening van de Staten-Generaal                      | uitgebreid, alleen in Den Haag |
| 7 december (8 december)   | Verjaardag van prinses Amalia                       | beperkt, met oranje wimpel |
| 15 december (16 december) | Koninkrijksdag                                      | beperkt |

### Oranje wimpel
Op Koningsdag en op de hierboven vermelde verjaardagen van leden van de koninklijke familie wordt de vlag gehesen met een oranje wimpel. Bij alle andere gelegenheden wordt de vlag zonder wimpel gehesen. De kleur oranje van de wimpel is in november 1958 vastgesteld in de standaard NEN 3203.

### Vlaggen bij bijzondere gelegenheden

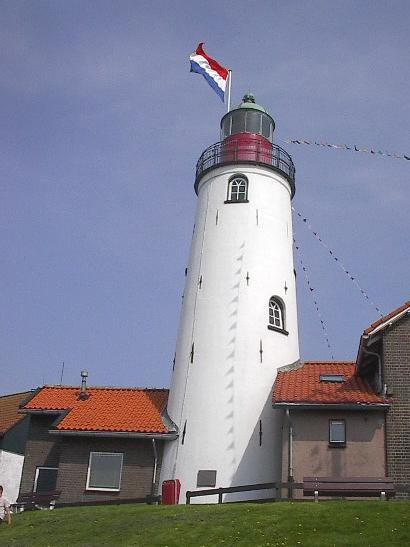
Vlag op de vuurtoren van Urk

Bij bijzondere gebeurtenissen in de koninklijke familie (geboorte, huwelijk, overlijden) zal er telkens een speciale regeling komen, die van geval tot geval bekend zal worden gemaakt. In ieder geval wordt er niet op een zondag gevlagd. Tijdens officiële bezoeken van staatshoofden wordt alleen gevlagd in de plaatsen die worden bezocht. Zowel bij het overlijden van koningin Juliana als bij het overlijden van prins Bernhard werd de oranje wimpel vervangen door een zwarte rouwwimpel.

### Officieel protocol
Dit protocol geldt voor overheidsinstellingen. Van burgers en bedrijven wordt verwacht dat ze dit protocol volgen, maar ze zijn daartoe niet verplicht.
- Een vlag is een eerbetoon aan een natie en hoort daarom niet 's nachts buiten te hangen. Het hijsen van de vlag gebeurt dan ook bij zonsopkomst, het neerhalen bij zonsondergang. Alleen wanneer een landsvlag aan beide zijden door schijnwerpers wordt belicht, mag deze na zonsondergang blijven hangen. Er is een eenvoudige vuistregel voor het uiterlijke tijdstip van neerhalen van de vlag. Dit is het moment wanneer er geen zichtbaar verschil meer is tussen de afzonderlijke kleuren van de vlag.
- Een vlag mag de grond niet raken.
- Op de Nederlandse vlag behoort, tenzij daartoe gerechtigd, geen enkele versiering of andere toevoeging te worden aangebracht. Het is dus niet correct om schooltassen of babykleertjes aan de vlag toe te voegen. Ook het gebruik van een vlag louter voor versiering behoort te worden nagelaten. Wel mag vlaggendoek voor versiering – bijvoorbeeld in de vorm van draperieën – worden gebruikt.
- De oranje wimpel wordt alleen gebruikt op verjaardagen van leden van het koninklijk huis en op Koningsdag. De oranje wimpel moet even lang of iets langer zijn dan de diagonaal van de vlag.

### Halfstok vlaggen

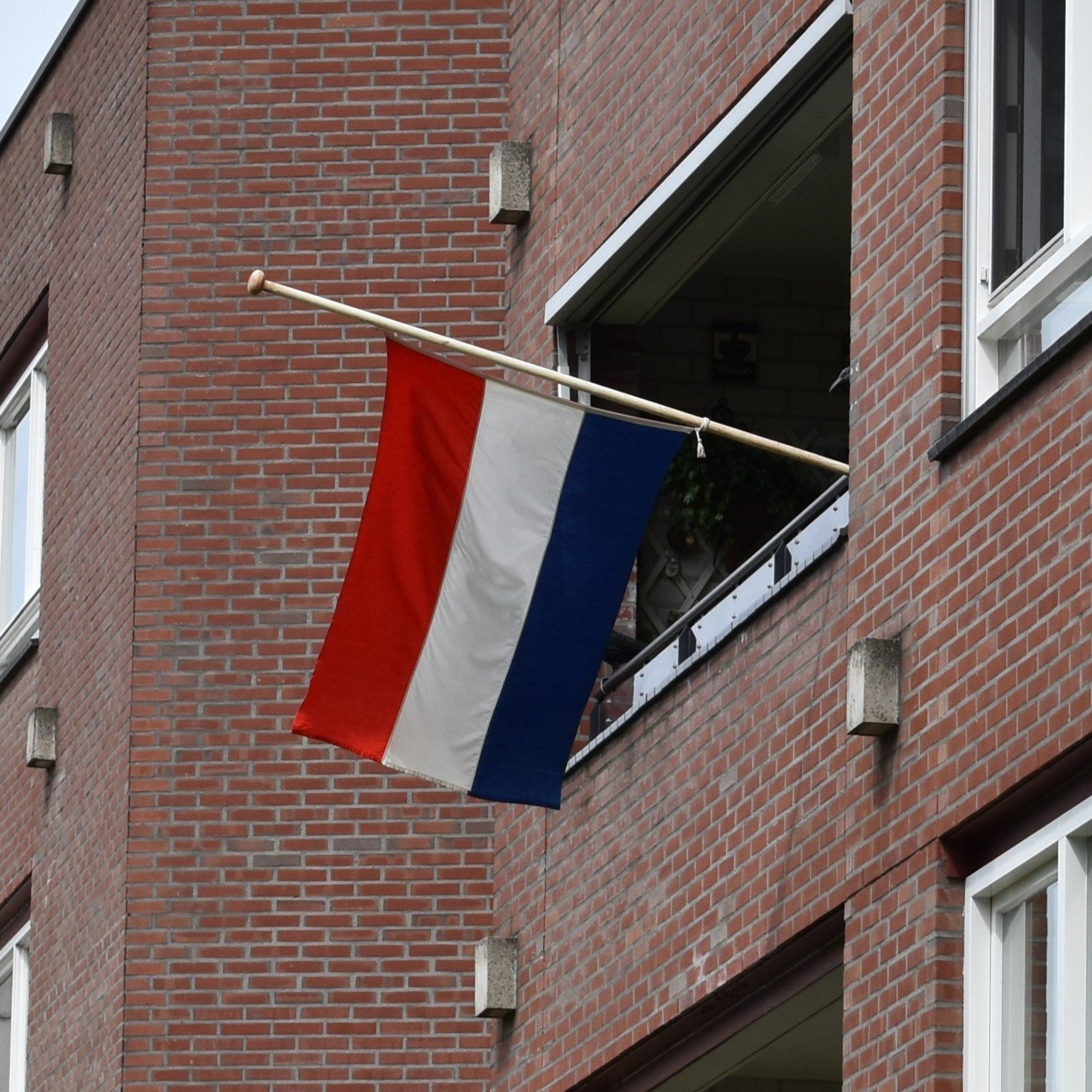
Halfstok op 4 mei

Het halfstok hijsen van de vlag behoort op de volgende wijze te geschieden: eerst wordt de vlag vol gehesen, daarna wordt zij langzaam en statig neergehaald, totdat het midden van de vlag op de helft van de normale hoogte is gekomen, waarna de vlaggenlijn wordt vastgebonden. De vlag wordt niet opgebonden. Bij het neerhalen van een halfstok gehesen vlag wordt deze eerst langzaam en statig vol gehesen en vervolgens op dezelfde wijze neergehaald. De vlaginstructie schrijft expliciet voor dat er halfstok gevlagd moet worden, in tegenstelling tot de mogelijkheid dat er rouw getoond moet worden met de vlag. Dit veroorzaakt bij voortduring problemen met situaties waarin halfstok vlaggen niet mogelijk of niet gebruikelijk is, zoals met vlaggen vastgemaakt aan een vlaggenstok.
Halfstok vlaggen van rijksgebouwen vindt in ieder geval plaats op Nationale Dodenherdenking (4 mei) en daarnaast wanneer de minister-president hiervoor een bijzondere vlaginstructie uitvaardigt omdat gebeurtenissen in binnen- of buitenland daartoe aanleiding geven.

### Omgekeerde vlag

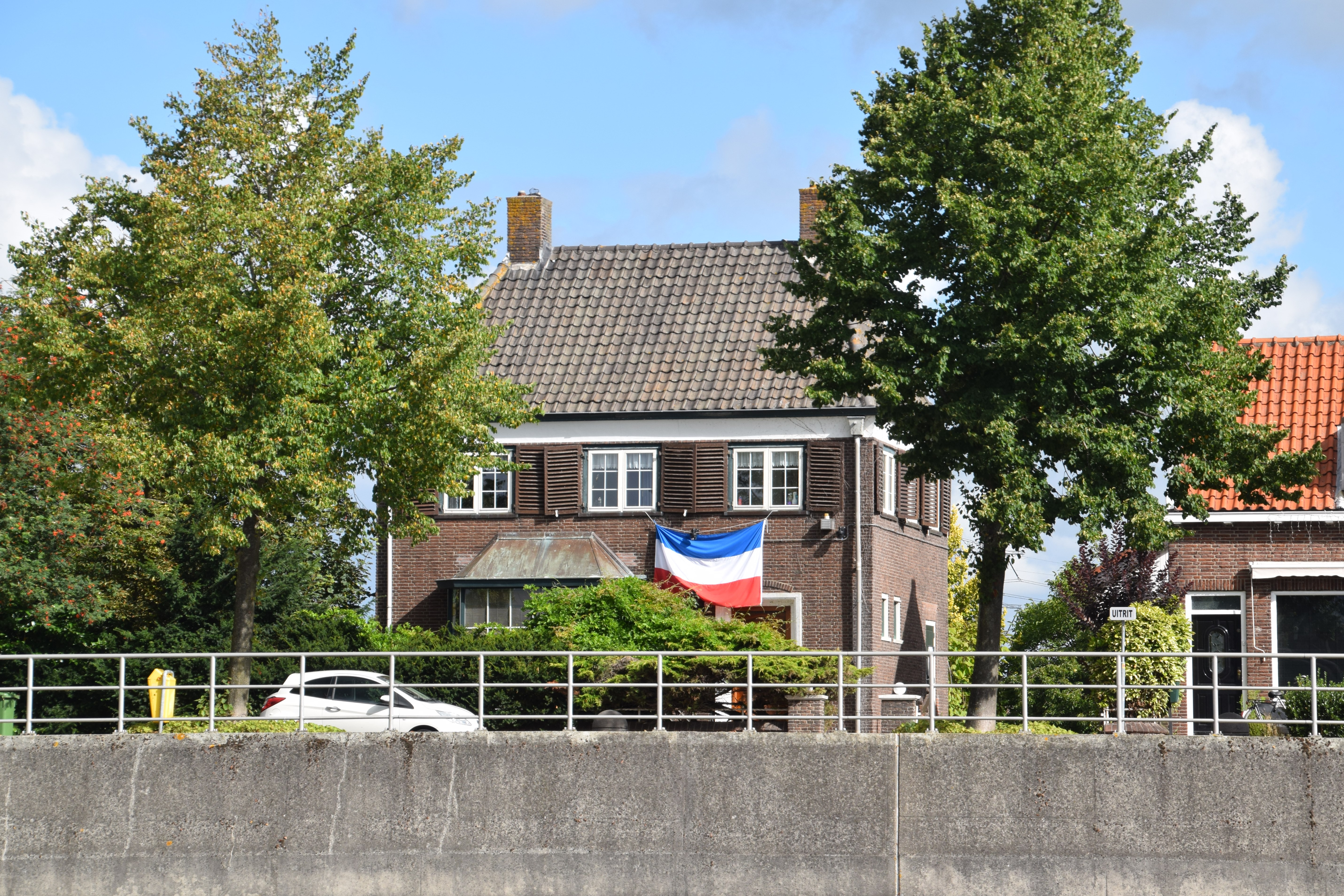
Omgekeerd aan de gevel in Baanhoek

Naast het historische gebruik in de scheepvaart van de omgekeerde vlag als noodsignaal - blauw boven -,  wordt deze wijze van ophangen anno 2022 vaak gebruikt om te protesteren tegen de overheid, vooral sinds de boerenprotesten en corona-demonstraties. Vanuit verschillende maatschappelijke geledingen is gevraagd dit niet te doen op 4 en 5 mei, uit respect voor mensen die voor Nederland onder deze vlag optreden, bijvoorbeeld als militair. 

### In sjouw
Een oud maritiem gebruik is om de vlag in sjouw te voeren, als een schip in gevaar is en onmiddellijk hulp nodig heeft. Dan gaat het om een gedeeltelijk opgerolde of ingesnoerde vlag die wordt gehesen als noodsein.

### Het hijsen van meerdere vlaggen
Bij het hijsen van meerdere vlaggen behoren deze van gelijke afmetingen te zijn en zo mogelijk op gelijke hoogte te worden gehesen. Bij het ontplooien van twee vlaggen is de ereplaats rechts, gerekend met de rug naar de vlaggen. Daar behoort dus de Nederlandse vlag. Bij drie vlaggen behoort de Nederlandse vlag in het midden. Als de provinciale en de gemeentelijke vlag naast de Nederlandse vlag komen, is de opstelling in het algemeen (met de rug naar de vlaggen): Nederlandse vlag midden, provinciale vlag rechts en gemeentelijke vlag links. De vlaginstructie maakt hierbij een uitzondering voor een gemeentelijke aangelegenheid, waarvoor de volgorde van provincievlag en gemeentevlag omgekeerd moeten worden. Indien naast een landsvlag vlaggen van andere naties worden gehesen, is voor de onderlinge rangorde over het algemeen in de eerste letter van de namen van de betrokken landen in de Franse taal bepalend. De vlaginstructie geeft hier echter geen uitsluitsel over, maar geeft aan dat er contact opgenomen moet worden met de Directie Kabinet en Protocol.
Afwijkende vlag voor schepen
Aan boord van schepen die onder gezag staan van een officier van de Koninklijke Marine Reserve kan, onder voorwaarden, de onderscheidingsvlag van de KMR als natievlag worden gevoerd, in plaats van de Nederlandse driekleur. Aan boord van jachten en sloepen is het gebruik van de vlag van de Koninklijke Nederlandsche Zeil- en Roeivereeniging als natievlag toegestaan voor leden van die vereniging, volgens het besluit van Z.M. Koning Willem III in 1852. Loodsboten mogen als enige de voormalige Nederlandse loodsvlag (rood-wit-blauw met een brede witte zoom) als natievlag voeren (op de achtersteven).

## Opvouwen van de vlag
Een manier voor het vouwen van de vlag is als volgt:
- Twee vlaggendragers pakken de vlag vast in de lengterichting met één hand op de scheiding van rood en wit, en met de andere hand aan het einde van het blauw;
- de vlag wordt nu overlangs dichtgevouwen, zodanig dat wit opgesloten wordt tussen rood en blauw (er ontstaat dus een Z-vorm);
- met rood boven, wordt de vlag vervolgens tweemaal dubbelgeslagen, zodanig dat het blauw boven komt te liggen (lus en touw aan de broekingszijde bovenop).

In plaats van tweemaal dubbelgeslagen, wordt de vlag ook wel tot halverwege in een harmonicavorm gevouwen, waarna de rest zodanig opgerold wordt dat een blauwe rol ontstaat. Vervolgens wordt het touw aan de onderzijde van de vlag er met een slipsteek omheen gehaald. Een op deze manier gevouwen vlag kan naast gehesen, ook 'gebroken' worden. De vlag wordt in dat geval opgerold naar boven gehesen, waarna de slipsteek losgetrokken wordt en de vlag zich ontvouwt. Het breken van de vlag wordt voornamelijk gedaan bij harde wind.

## Beïnvloeding van andere vlaggen
De Nederlandse vlag, zowel de Prinsenvlag als de huidige vlag, heeft andere landen beïnvloed een soortgelijke vlag te gebruiken. De vlag van de stad New York en enkele andere steden in de staat New York gebruiken de kleuren van de Prinsenvlag. In Zuid-Afrika gebruikten enkele boerenstaten vlaggen die op de Nederlandse gebaseerd waren, waaronder Transvaal, Oranje Vrijstaat en Natalia. Ook de nationale vlag van Zuid-Afrika was tot 1994 op de Nederlandse gebaseerd. Zelfs de huidige vlag van Zuid-Afrika bevat elementen die via de vorige vlag aan de Nederlandse vlag ontleend zijn.
De vlag van Rusland heeft precies dezelfde kleuren als de Nederlandse alleen in een andere volgorde. Volgens één theorie heeft Peter de Grote, die Nederland bezocht omtrent scheepszaken, de vlag overgenomen en mee naar Rusland gebracht. Er zijn echter sterke aanwijzingen dat de Russische vlag al werd gebruikt vóór het bezoek van Peter de Grote aan Nederland. Zodoende is het twijfelachtig of de Nederlandse vlag hier daadwerkelijk invloed op gehad heeft.
Zowel het groothertogdom Luxemburg als de gelijknamige Belgische provincie, die hier in de 19e eeuw van afgesplitst werd, gebruikt een rood-wit-blauwe vlag. Deze vlaggen zouden echter niet gebaseerd zijn op, noch dezelfde oorsprong hebben als, de Nederlandse vlag.

## Lijst van Nederlandse vlaggen

?Vlag van de Spaanse Nederlanden (1482–1579)
?Hollandsche vlag / Statenvlag (1579–1807)
?Prinsenvlag (1579–1652)
?Franse vlag (1794–1813), (1848-heden)
?Koninklijke Hollandsche vlag (1807–1810)
Vlag van Nederland (1813–heden)